# 長久由佳
長久由佳（ちょうきゅう ゆか、1966年12月9日 - ）は、千葉県柏市出身の車いすテニス選手。現在はカナダ国籍を習得しており、ブリティッシュコロンビア州のバンクーバーに在住している。自己最高ランクは、シングルスが1998年7月7日に記録した6位、ダブルスは2002年1月28日に記録した3位である。
今までに2000年のシドニーパラリンピック、2004年のアテネパラリンピック、2008年の北京パラリンピック3度のパラリンピックの出場経験がある。シドニーとアテネでダブルスに出場した際にはヘレン・シマールとのダブルスを組んでいた。2008年の北京パラリンピックでは、シングルスのみに出場したが、銀メダリストを獲得したオランダのコリー・ホーマンに初戦で当たり、1-6、2-6で敗れている。